# Salvadorina
Salvadorina is een monotypisch geslacht van vogels uit de familie eenden, ganzen en zwanen (Anatidae).

## Soort
- Salvadorina waigiuensis – Salvadori's eend